# Urformen
Das Urformen ist eine Hauptgruppe von Fertigungsverfahren und vereint nach DIN 8580 alle Fertigungsverfahren, bei denen aus einem formlosen Stoff ein fester Körper hergestellt wird, der eine geometrisch definierte Form hat. Urformen wird genutzt, um die Erstform eines festen Körpers herzustellen und den Stoffzusammenhalt zu schaffen. Zum Urformen können Ausgangsstoffe im flüssigen, gasförmigen, plastischen, körnigen oder pulverförmigen Zustand genutzt werden, also mit unterschiedlichem rheologischen Verhalten. Man unterscheidet auf Grund unterschiedlicher Kombinationen einzelner Verfahrensweisen zwischen Galvanoplastik, Pulvermetallurgie und Gießereitechnik. Der Begriff des „Urformens“ geht zurück auf Otto Kienzle, der ihn 1948 auf einer Tagung der Arbeitsgemeinschaft Deutscher Betriebsingenieure (spätere VDI-Gesellschaft Produktionstechnik) vorschlug. Die verschiedenen Fertigungsverfahren dieser Gruppe wurden zwar schon länger unter dem Begriff „Zusammenhalt schaffen“ zusammengefasst, hatten aber noch keinen Begriff für die Obergruppe, wie Fügen für „Zusammenhalt vermehren“ oder Trennen für „Zusammenhalt vermindern“.

## Einteilung nach DIN 8580
Urformen stellt die erste Hauptgruppe der Fertigungsverfahren nach DIN 8580 dar. Eingeteilt wird diese Hauptgruppe in die folgenden acht Untergruppen:
- Gruppe 1.1: Urformen aus dem flüssigen Zustand (z. B. Metallschmelze)
  - 1.1.1 Schwerkraftgießen
  - 1.1.2 Druckgießen
  - 1.1.3 Niederdruckgießen
  - 1.1.4 Schleudergießen
  - 1.1.5 Stranggießen
  - 1.1.6 Schäumen
  - 1.1.7 Tauchformen
  - 1.1.8 Urformen von faserverstärkten Kunststoffen (Niederdruckverfahren)
  - 1.1.9 Züchten von Kristallen
- Gruppe 1.2: Urformen aus dem plastischen Zustand (z. B. Polymerschmelze)
  - 1.2.1 Pressformen
  - 1.2.2 Spritzgießen
  - 1.2.3 Spritzpressen
  - 1.2.4 Strangpressen (Extrudieren)
  - 1.2.5 Ziehformen
  - 1.2.6 Kalandrieren
  - 1.2.7 Blasformen
  - 1.2.8 Modellieren
- Gruppe 1.3: Urformen aus dem breiigen Zustand (z. B. Keramikschlicker)
  - 1.3.1 Gießen von Beton, Gips
  - 1.3.2 Gießen von Porzellan, Keramik (Siehe Schlickerguss)
- Gruppe 1.4: Urformen aus dem körnigen oder pulverförmigen Zustand (Das Sintern, das sich für Metallpulver und Keramik eignet und in der Fachliteratur und Praxis dem Urformen zugeordnet wird, wird in der DIN 8580ff der Hauptgruppe Stoffeigenschaften ändern zugeordnet.)
  - 1.4.1 Pressen
  - 1.4.2 Sandformen
  - 1.4.2 Urformen durch Thermisches Spritzen
- Gruppe 1.5: Urformen aus dem span- oder faserförmigen Zustand
  - 1.5.1 Herstellung von Spanplatten
  - 1.5.2 Herstellung von Faserplatten
  - 1.5.3 Herstellung von Papier und Pappe
- Gruppe 1.6: (Entfallen)
- Gruppe 1.7: (Entfallen)
- Gruppe 1.8: Urformen aus dem gas- oder dampfförmigen Zustand
  - 1.8.1 Abscheiden aus der Dampfphase in einer Form (einziges Verfahren)
- Gruppe 1.9: Urformen aus dem ionisierten Zustand
  - 1.9.1 Elektrolytisches Abscheiden in einer Form
- 1.10 Urformen durch additive Fertigung (3D-Druck – Wurde 2020 als neue Gruppe aufgenommen. Es wurde in der Fachliteratur schon lange vorher zu den Urformverfahren gezählt, lässt sich jedoch nicht einem bestimmten Zustand zuordnen, da es unterschiedliche Ausgangswerkstoffe verwendet.)